# Пол Смитс (Њујорк)
Пол Смитс (енгл. Paul Smiths) насељено је место без административног статуса у америчкој савезној држави Њујорк.

## Демографија
По попису из 2010. године број становника је 671.
| Група             | 2000.    | 2010.       |
| Белци             | 0 (0,0%) | 615 (91,7%) |
| Афроамериканци    | 0 (0,0%) | 24 (3,6%)   |
| Азијати           | 0 (0,0%) | 7 (1,0%)    |
| Хиспаноамериканци | 0 (0,0%) | 17 (2,5%)   |
| Укупно            | 0        | 671         |